# Bojan Lugonja
Bojan Lugonja (* 1. August 1998) ist ein österreichisch-bosnischer Fußballspieler.

## Karriere

### Verein
Lugonja begann seine Karriere beim WSC Hertha Wels. 2011 wechselte er zur SV Ried. 2012 kam er in die AKA Linz. In der Akademie spielte er zuletzt im Juni 2016.
Ab der Winterpause der Saison 2015/16 kam Lugonja für die SPG FC Pasching/LASK Juniors zum Einsatz. Sein Debüt in der Regionalliga gab er im März 2016 gegen den SV Wallern.
Im Jänner 2017 wechselte Lugonja zum Zweitligisten FC Liefering. Sein Debüt in der zweiten Liga gab er im März 2017, als er am 23. Spieltag der Saison 2016/17 gegen den FC Wacker Innsbruck in der Startelf stand.
Zur Saison 2018/19 kehrte er zu seinem Jugendklub SV Ried zurück. Mit Ried stieg er 2020 in die Bundesliga auf. Nach dem Aufstieg wurde er zur Saison 2020/21 an den Zweitligisten Floridsdorfer AC verliehen. Bis zum Ende der Leihe kam er zu 19 Zweitligaeinsätzen für die Wiener. Nach dem Ende der Leihe kehrte der Verteidiger allerdings nicht mehr nach Ried zurück.

### Nationalmannschaft
Lugonja absolvierte im März 2017 gegen die Slowakei ein Spiel für die österreichische U-19-Auswahl.